# 科卢韦齐

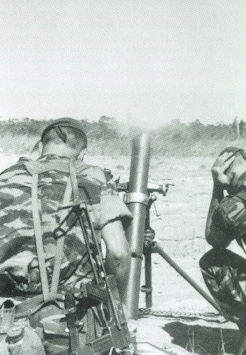
科卢韦齐战役

科卢韦齐（法語：Kolwezi）是剛果民主共和國卢阿拉巴省（旧省：加丹加省）的首都，位于该省南部卢本巴希至安哥拉铁路和公路线上，邻近刚果河齐洛峡。剛果河便是源於阿科卢韦齐。人口為820,229（2003年）。该地属热带草原气候。铜、钴、锌、锗、铀等金属矿藏丰富，为该国重要铜、钴、锌、锗等金属矿物的采、炼中心之一。周围农业主要有玉米、木薯、油棕、花生、烟草种植，郊区畜牧业以养牛为主。有航空线与金沙萨、卢本巴希等城市连接。